# Passavant-sur-Layon
Passavant-sur-Layon ist eine französische Gemeinde mit 128 Einwohnern (Stand: 1. Januar 2022) im Département Maine-et-Loire in der Region Pays de la Loire. Sie gehört zum Arrondissement Cholet und ist Mitglied im Gemeindeverband Cholet Agglomération. Die Einwohner werden Passavantais und Passavantaises genannt.

## Geografie

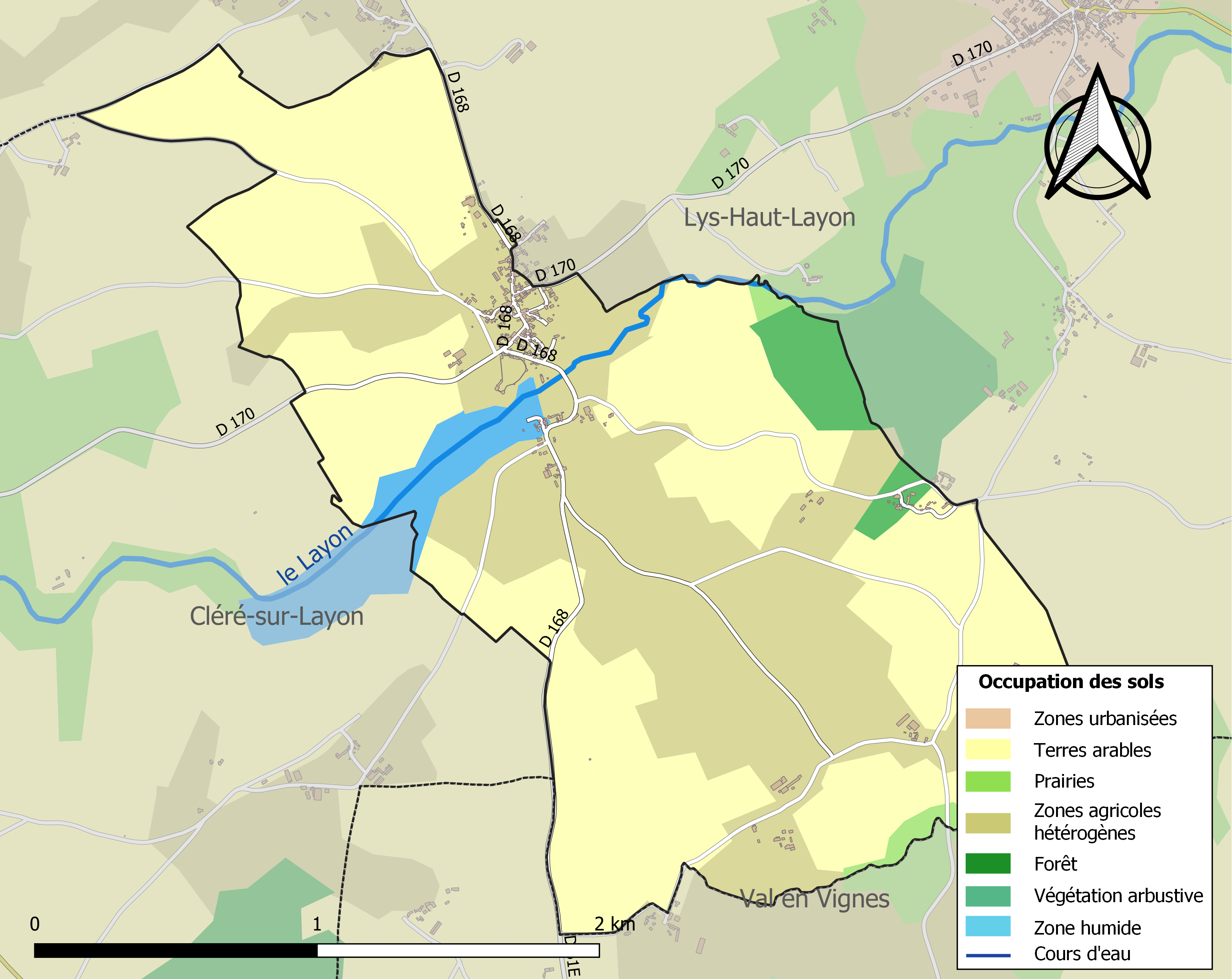
Bodennutzung, Hydrografie und Infrastruktur der Gemeinde (2018)

Passavant-sur-Layon liegt etwa 37 Kilometer östlich von Cholet und etwa 29 Kilometer südwestlich von Saumur in der Région naturelle Mauges und historisch gesehen im Südwesten der Provinz Anjou. Die Gemeinde erstreckt sich am südlichen Rand des Départements Maine-et-Loire an der Grenze zum benachbarten Département Deux-Sèvres. Passavant-sur-Layon befindet sich im Einzugsgebiet der Loire auf etwa 95 m Höhe und wird vom Layon und einem seiner Nebenflüsse, der Soire, entwässert. Der Layon durchströmt das Gemeindegebiet von Südwest nach Nordost und wird dabei in der Nähe des Zentrums gestaut. Die Soire begrenzt es im Süden.
Etwa 94 % der Fläche der Gemeinde werden landwirtschaftlich genutzt, etwa 3 % sind bewaldet (Bois de la Grise).
Umgeben wird Passavant-sur-Layon von den Nachbargemeinden Lys-Haut-Layon im Norden und Osten, Val en Vignes (Département Deux-Sèvres) im Süden und Südosten sowie Cléré-sur-Layon im Westen und Südwesten.

## Bevölkerungsentwicklung
| Passavant-sur-Layon: Einwohnerzahlen von 1793 bis 2020                                                                     | Passavant-sur-Layon: Einwohnerzahlen von 1793 bis 2020 | Passavant-sur-Layon: Einwohnerzahlen von 1793 bis 2020 | Passavant-sur-Layon: Einwohnerzahlen von 1793 bis 2020 | Passavant-sur-Layon: Einwohnerzahlen von 1793 bis 2020 |
| --- | ------------------------------------------------------ | ------------------------------------------------------ | ------------------------------------------------------ | ------------------------------------------------------ |
| Jahr |                                                        |                                                        |                                                        | Einwohner                                              |
| 1793 | 1793                                                   |                                                        | 340                                                    | 340                                                    |
| 1800 | 1800                                                   |                                                        | 361                                                    | 361                                                    |
| 1806 | 1806                                                   |                                                        | 334                                                    | 334                                                    |
| 1821 | 1821                                                   |                                                        | 370                                                    | 370                                                    |
| 1831 | 1831                                                   |                                                        | 391                                                    | 391                                                    |
| 1836 | 1836                                                   |                                                        | 388                                                    | 388                                                    |
| 1841 | 1841                                                   |                                                        | 375                                                    | 375                                                    |
| 1846 | 1846                                                   |                                                        | 339                                                    | 339                                                    |
| 1851 | 1851                                                   |                                                        | 345                                                    | 345                                                    |
| 1856 | 1856                                                   |                                                        | 308                                                    | 308                                                    |
| 1861 | 1861                                                   |                                                        | 309                                                    | 309                                                    |
| 1866 | 1866                                                   |                                                        | 303                                                    | 303                                                    |
| 1872 | 1872                                                   |                                                        | 298                                                    | 298                                                    |
| 1876 | 1876                                                   |                                                        | 303                                                    | 303                                                    |
| 1881 | 1881                                                   |                                                        | 301                                                    | 301                                                    |
| 1886 | 1886                                                   |                                                        | 286                                                    | 286                                                    |
| 1891 | 1891                                                   |                                                        | 268                                                    | 268                                                    |
| 1896 | 1896                                                   |                                                        | 266                                                    | 266                                                    |
| 1901 | 1901                                                   |                                                        | 250                                                    | 250                                                    |
| 1906 | 1906                                                   |                                                        | 261                                                    | 261                                                    |
| 1911 | 1911                                                   |                                                        | 295                                                    | 295                                                    |
| 1921 | 1921                                                   |                                                        | 264                                                    | 264                                                    |
| 1926 | 1926                                                   |                                                        | 256                                                    | 256                                                    |
| 1931 | 1931                                                   |                                                        | 278                                                    | 278                                                    |
| 1936 | 1936                                                   |                                                        | 273                                                    | 273                                                    |
| 1946 | 1946                                                   |                                                        | 274                                                    | 274                                                    |
| 1954 | 1954                                                   |                                                        | 251                                                    | 251                                                    |
| 1962 | 1962                                                   |                                                        | 230                                                    | 230                                                    |
| 1968 | 1968                                                   |                                                        | 232                                                    | 232                                                    |
| 1975 | 1975                                                   |                                                        | 185                                                    | 185                                                    |
| 1982 | 1982                                                   |                                                        | 155                                                    | 155                                                    |
| 1990 | 1990                                                   |                                                        | 124                                                    | 124                                                    |
| 1999 | 1999                                                   |                                                        | 135                                                    | 135                                                    |
| 2006 | 2006                                                   |                                                        | 131                                                    | 131                                                    |
| 2013 | 2013                                                   |                                                        | 126                                                    | 126                                                    |
| 2020 | 2020                                                   |                                                        | 127                                                    | 127                                                    |
| Quelle(n): EHESS/Cassini bis 1999, INSEE ab 2006 Anmerkung(en): Ab 1962 offizielle Zahlen ohne Einwohner mit Zweitwohnsitz |                                                        |                                                        |                                                        |                                                        |

## Sehenswürdigkeiten
- Kirche Saint-Étienne, frühere Kirche des Priorats der Benediktiner. Aus dem 11./12. Jahrhundert sind nur die Apsis des Chors und das Joch unter dem Kirchturm, Langhaus im 19. Jahrhundert neu gebaut, Chor, angrenzendes Joch und Südliche Seitenkapelle seit 1926 als Monument historique eingeschrieben
- Kapelle Notre-Dame-de-Pitié aus dem frühen 15. Jahrhundert
- Reste der Burg Saint-Étienne aus dem 13. Jahrhundert, seit 1999 als Monument historique eingeschrieben
- Herrenhaus Le Châtellier, vermutlich aus dem 15. Jahrhundert
- Windmühle und Wassermühle am Layon aus dem 17. Jahrhundert

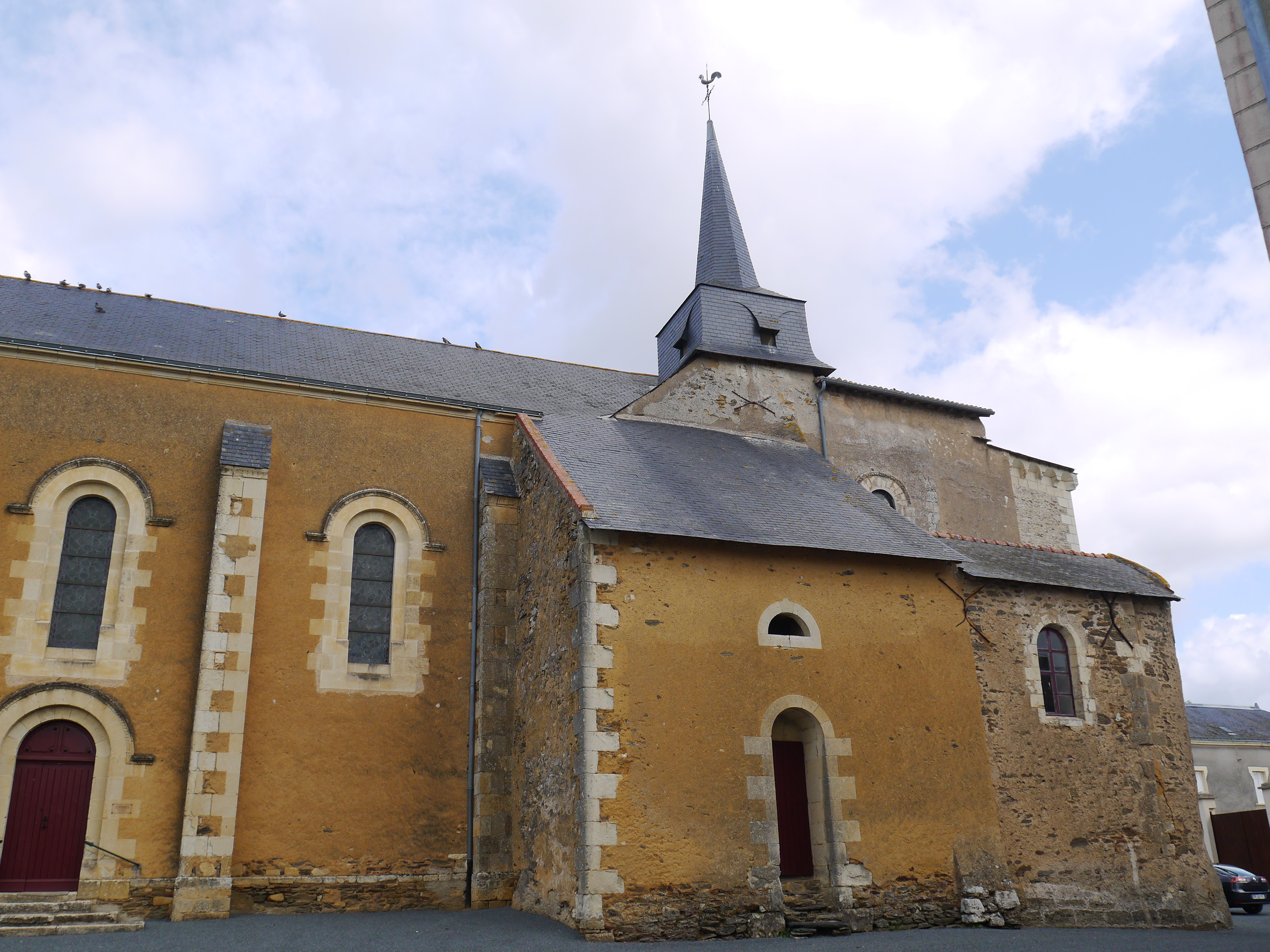
Kirche Saint-Étienne
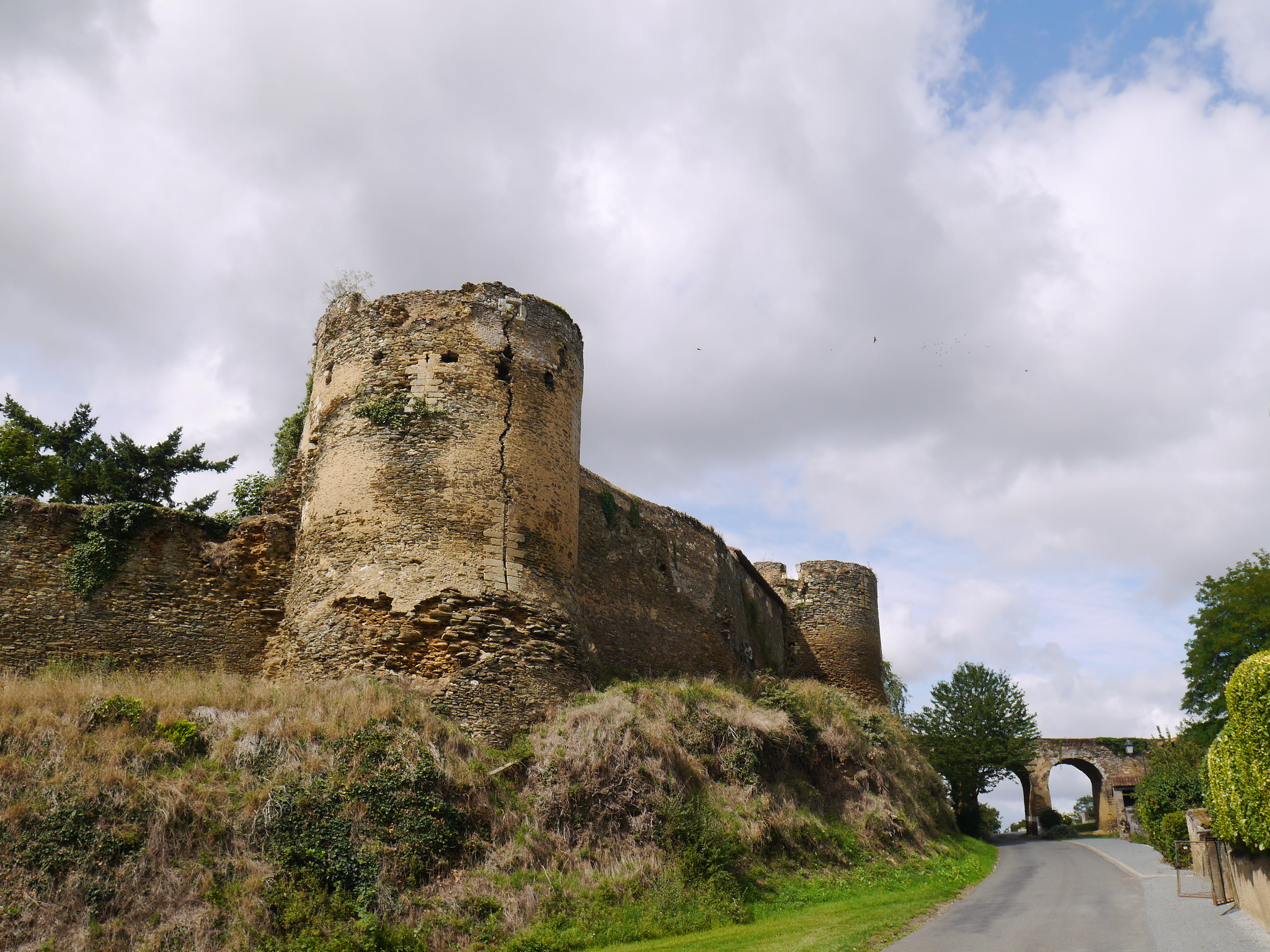
Reste der Burg Saint-Étienne
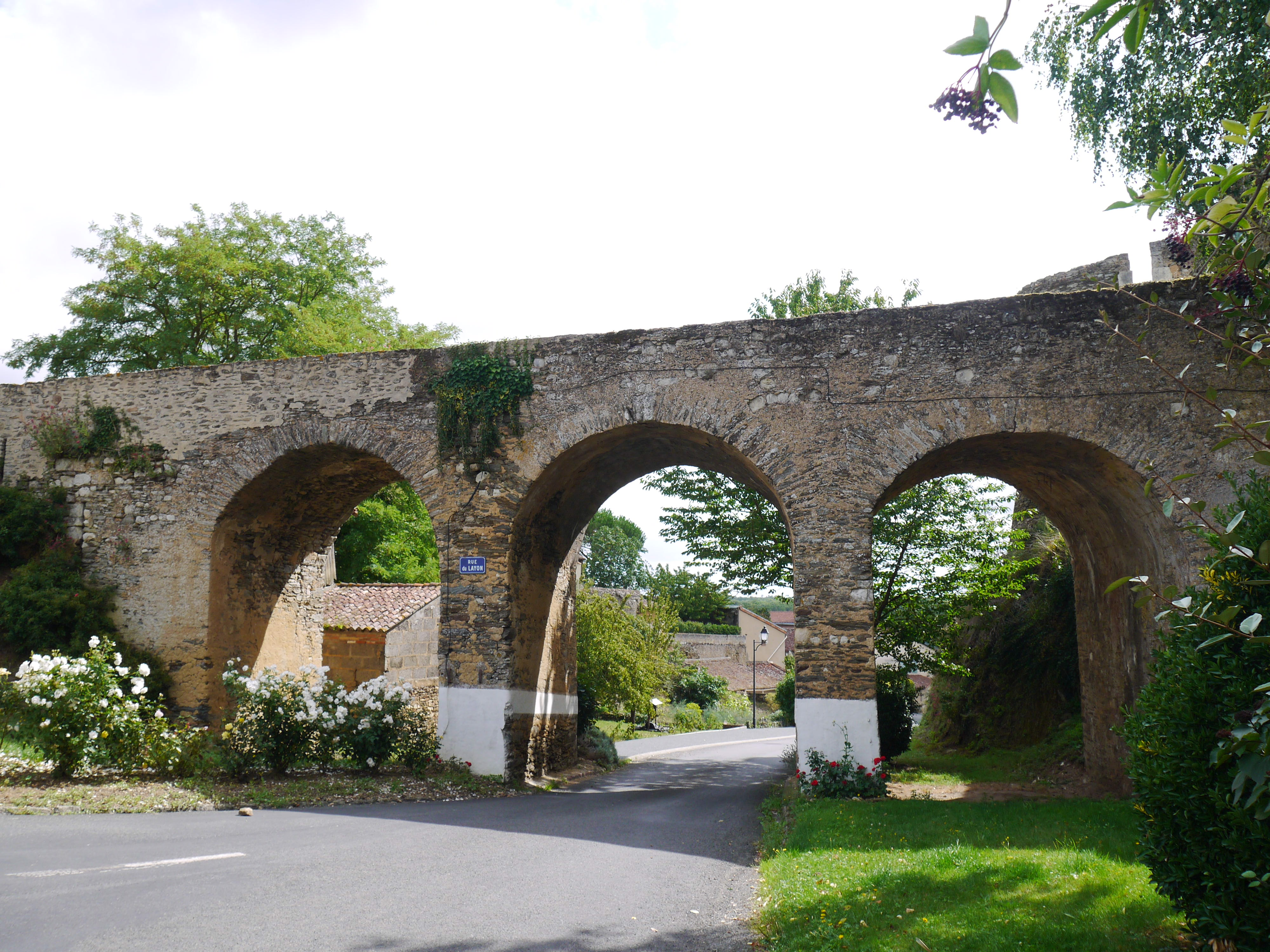
Brücke in der Burgmauer

## Weinbau
Hier im Weinbaugebiet Anjou werden vor allem die Weine der Appellationen Coteaux-du-Layon angebaut.

## Verkehr
Passavant-sur-Layon liegt abseits größerer Verkehrsachsen. Die nachgeordneten Departementsstraßen D 168 und D 170 sowie lokale Landstraßen verbinden die Weiler der Gemeinde mit dem Zentrum und den Nachbargemeinden.